# Przyrost absolutny
Przyrost absolutny – stosowany w statystyce opisowej, rozróżniamy dwa rodzaje przyrostów absolutnych: łańcuchowe oraz o stałej podstawie.

## Przyrost absolutny łańcuchowy
{\displaystyle \Delta _{t/t-1}=y_{t}-y_{t-1}}
Komentarz:
- {\displaystyle \Delta _{t/t-1}} mówi, o ile zmieniła się wartość cechy badanej w okresie t w porównaniu z okresem poprzednim.

## Przyrost absolutny o stałej podstawie
{\displaystyle \Delta _{t/k}=y_{t}-y_{k}}
Komentarz:
- {\displaystyle \Delta _{t/k}} mówi, o ile zmieniła się wartość cechy badanej w okresie t w porównaniu z okresem k.